# 別府‐島原地溝帯
別府-島原地溝帯（べっぷ-しまばらちこうたい、Beppu-Shimabara graben (Beppu-Shimabara rift)）は、九州中部、別府湾から別府温泉地域・九重山・阿蘇山を経て島原半島に至る地溝帯である。

## 解説
別府-島原地溝帯は、東北東から西南西へ延長約200km、幅20km-30kmにわたっている。多くの活火山が分布し、地震活動が活発である。
別府-島原地溝帯に沿うように存在する主な活断層としては、北側の水縄断層帯、南側の布田川断層帯・日奈久断層帯、東側の別府-万年山断層帯、西側の雲仙断層群がある。これらの活断層の多くが東西方向に延びており、南北方向に引っ張る力を受けて正断層型の運動を起こす。その際、右ずれ運動を伴うものもある。別府-島原地溝帯の南西方向の延長上には沖縄トラフ（東シナ海）があるが、ここでも浅い深度の正断層がみられる。
別府-島原地溝帯は内陸型地震に警戒すべき地域とされている。1596年に豊後国（現在の大分県）で発生した慶長豊後地震は、別府湾の海底に延びている別府-万年山断層帯での正断層型の活動が引き起こしたと考えられている。また、2016年に布田川・日奈久断層帯で発生した熊本地震では、北東側の別府-万年山断層帯方面にも地震活動がおよび（誘発地震）、別府‐島原地溝帯の広い範囲でその活動が活発化した。